# Denise Roger
Pour les articles homonymes, voir Roger.
Denise Roger est une pianiste et compositrice française née le 21 janvier 1924 à Colombes et morte le 15 novembre 2005 à Paris. 

## Biographie
Denise Isabelle Roger naît le 21 janvier 1924 à Colombes,, au sein d'une famille de musiciens : sa mère est pianiste et son père violoniste et chanteur.   
C'est auprès de ses parents qu'elle s'initie à la musique, avant d'entrer au Conservatoire de Paris à l'âge de dix ans et d'y obtenir, dès sa première année de scolarité, une première médaille de solfège.   
Elle suit des cours d'harmonie avec Jean Gallon, puis de contrepoint et fugue avec Noël Gallon et de piano avec Jean Batalla et Marguerite Long. En 1942, elle obtient un premier prix d'harmonie au Conservatoire, puis en 1948, un premier prix de fugue et de piano. En instrument, elle se perfectionne avec Yvonne Lefébure, et travaille la composition avec Henri Büsser.   
En 1953, Denise Roger est lauréate en piano du Concours international d'exécution musicale de Genève, et entame dès lors une carrière de soliste. En 1956, elle crée le Concerto pour piano et cordes de Georges Delerue, partition qui lui est dédiée.   
Elle se produit en diverses formations de musique de chambre et se consacre de plus en plus à la composition, particulièrement à compter des années soixante. Esthétiquement, son langage est « chromatique avec appuis tonals, l'écriture est linéaire et contrapuntique, d'une structure rigoureuse », dans un style vigoureux et dramatique, très souvent animé rythmiquement.   
En 1986, elle reçoit la médaille de vermeil de la ville de Paris pour l'ensemble de ses activités musicales.   
Elle meurt en son domicile du 8e arrondissement le 15 novembre 2005 et est inhumée au cimetière du Père-Lachaise.         
Comme compositrice, Denise Roger est l'auteure de près de 150 pièces (pour une centaine d'opus), dans de nombreux genres : musique de chambre, instrument seul, quelques pages pour orchestre, et une quarantaine de mélodies écrites sur des textes français ou allemands (Goethe, Apollinaire, Hölderlin, de Baïf, Trakl, Verlaine, Rilke, Rimbaud et Ronsard).      

## Œuvres
Parmi ses compositions, figurent notamment :
- Requiem, 1965
- Trois mouvements pour vents, 1971
- Symphonie pour cordes, 1973
- Diptyque pour cordes, 1980 et 1988
- Triptyque pour quatuor de trompettes, 1992
- Chants bibliques, pour baryton et piano, 2002
- Poème symphonique pour orchestre à cordes, 2003